# حارة الدرب (صنعاء)
حارة الدرب هي إحدى حارات حي ضبوة بضواحي الأمانة مديرية سنحان وبني بهلول، بلغ تعداد سكانها 669 نسمة حسب تعداد اليمن لعام 2004.